# زاکلادنویه
زاکلادنویه (به لاتین: Zakladnoye) یک منطقهٔ مسکونی در روسیه است که در سرزمین آلتای واقع شده‌است.